# 작은땃쥐쥐속
작은땃쥐쥐속 또는 작은물쥐속(Microhydromys)은 쥐과 쥐아과에 속하는 설치류 속 분류군이다. 2종을 포함하고 있다. 뉴기니섬의 토착종이다.

## 특징
머리부터 몸까지 길이는 78~86mm이고, 꼬리 길이는 71~92mm이다. 몸무게는 최대 13g이다.

## 하위 종
- 남부작은물쥐 또는 남부구치이끼쥐 (M. argenteus)
- 북부작은물쥐 또는 북부구치땃쥐쥐 (M. richardsoni)